# بينبريج آيلاند
بينبريج آيلاند (بالإنجليزية: Bainbridge Island)‏ هي إحدى مدن ولاية واشنطن في الولايات المتحدة الأمريكية.

## التركيبة السكانية
قام مكتب تعداد الولايات المتحدة بتحديد بيانات التركيبة السكانية لبينبريج آيلاندفي تعداد الولايات المتحدة. في ما يلي، التركيبة السكانية حسب تعدادي 2000 و2010.

### تعداد عام 2000
بلغ عدد سكان بينبريج آيلاند 20,308 نسمة بحسب تعداد عام 2000، وبلغ عدد الأسر 7,979 أسرة وعدد العائلات 5,784 عائلة مقيمة في المدينة.
وتوزع التركيب العرقي للمدينة بنسبة 92.88% من البيض و 0.62% من الأمريكيين الأصليين و 2.40% من الأمريكيين ذوي الأصول الآسيوية و 0.11% من سكان جزر المحيط الهادئ و 0.28% من الأمريكيين الأفارقة و 0.75% من الأعراق الأخرى و 2.96% من عرقين مختلطين أو أكثر.
بلغ عدد الأسر 7,979 أسرة كانت نسبة 36.8% منها لديها أطفال تحت سن الثامنة عشر تعيش معهم، وبلغت نسبة الأزواج القاطنين مع بعضهم البعض 63.1% من أصل المجموع الكلي للأسر، ونسبة 7.1% من الأسر كان لديها معيلات من الإناث دون وجود شريك، وكانت نسبة 27.5% من غير العائلات. تألفت نسبة 22.6% من أصل جميع الأسر من أفراد ونسبة 9.1% كانوا يعيش معهم شخص وحيد يبلغ من العمر 65 عاماً فما فوق. وبلغ متوسط حجم الأسرة المعيشية 2.98، أما متوسط حجم العائلات فبلغ 2.52.
بلغ العمر الوسطي للسكان 43 عاماً. وكانت نسبة 26.7% من القاطنين تحت سن الثامنة عشر، وكانت نسبة 3.6% بين الثامنة عشرة والأربعة وعشرين عاماً، ونسبة 23.8% كانت واقعةً في الفئة العمرية ما بين الخامسة والعشرين والأربعة وأربعين عاماً، ونسبة 33.1% كانت ما بين الخامسة والأربعين والرابعة والستين، ونسبة 12.8% كانت ضمن فئة الخامسة والستين عاماً فما فوق. يوجد لكل 100 أنثى 94.5 ذكر، ويوجد لكل 100 أنثى في الثامنة عشر من عمرها فما فوق 90.0 ذكر.

## معرض صور

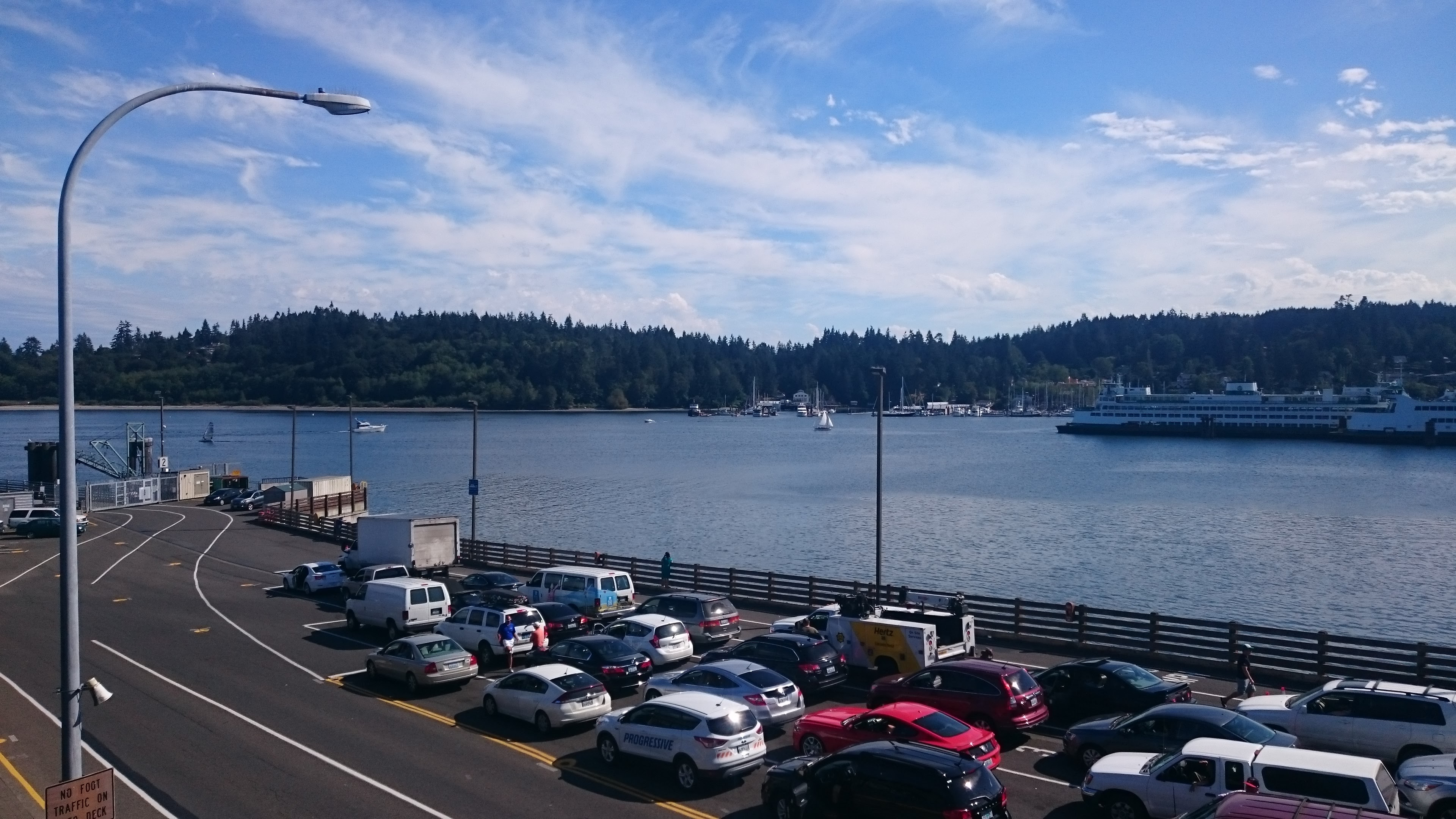
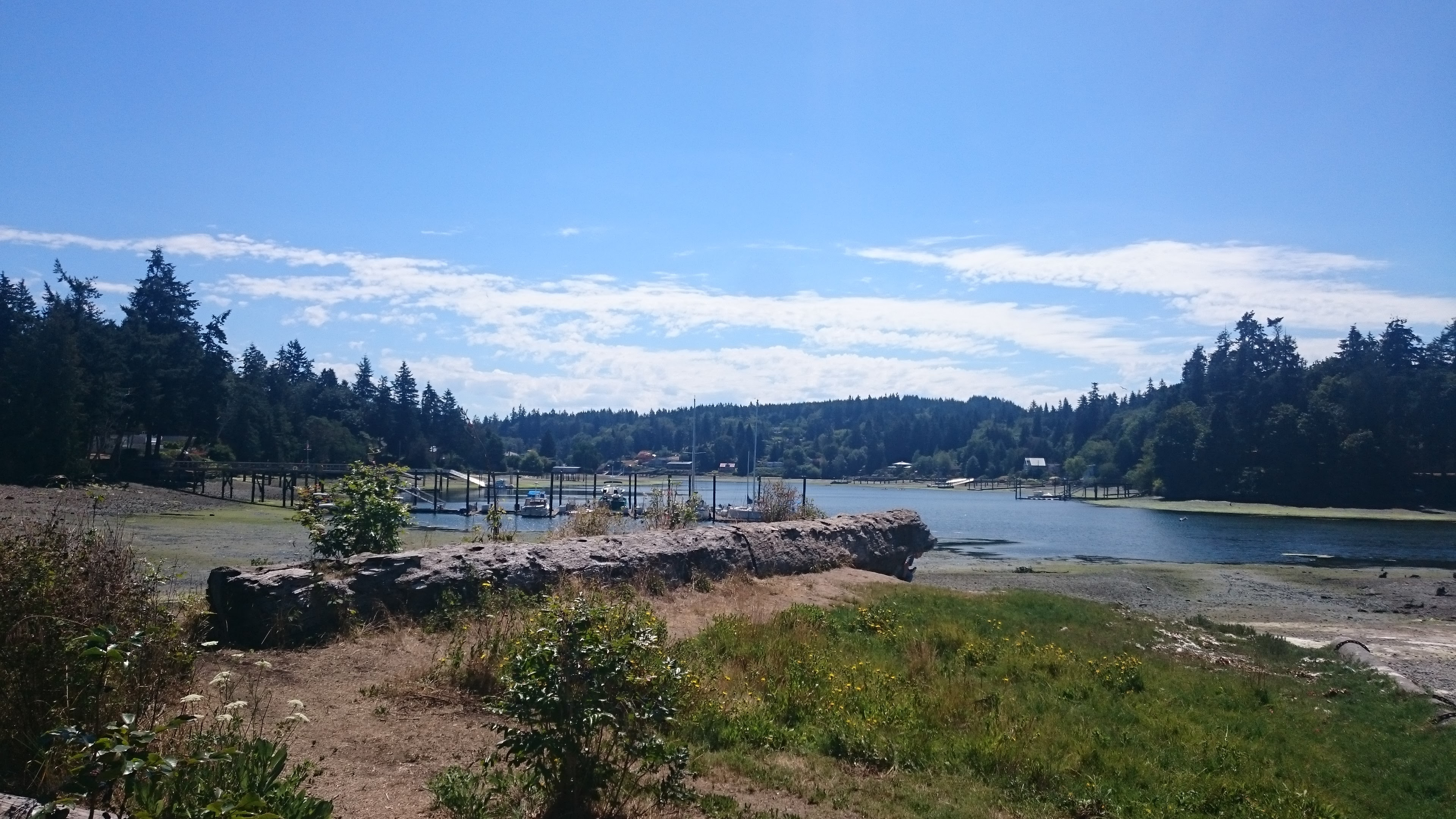
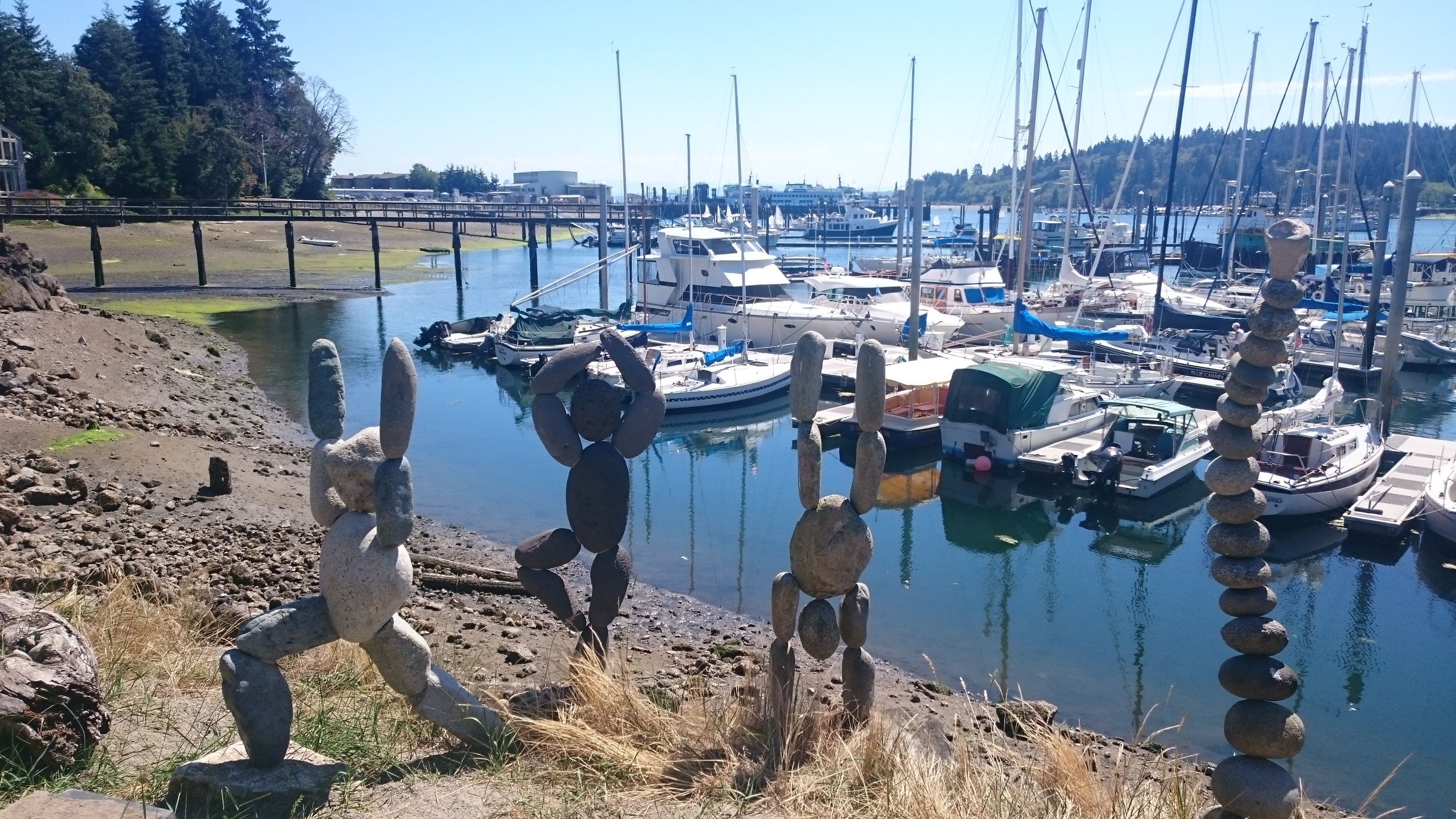
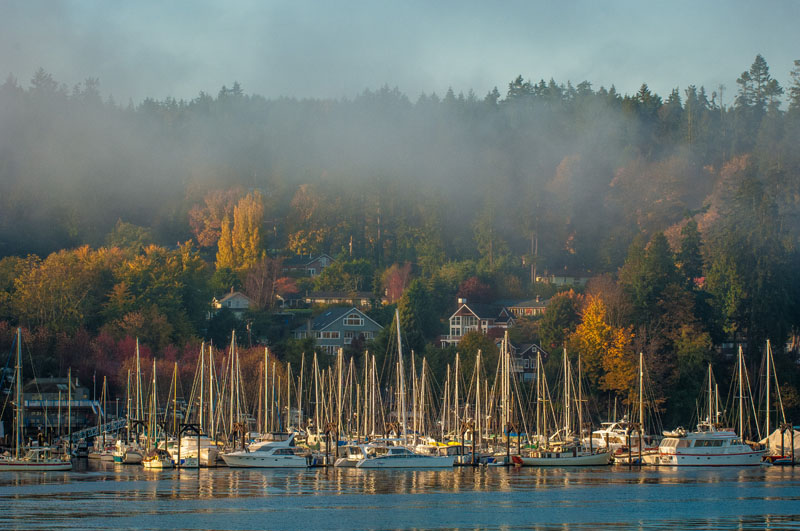
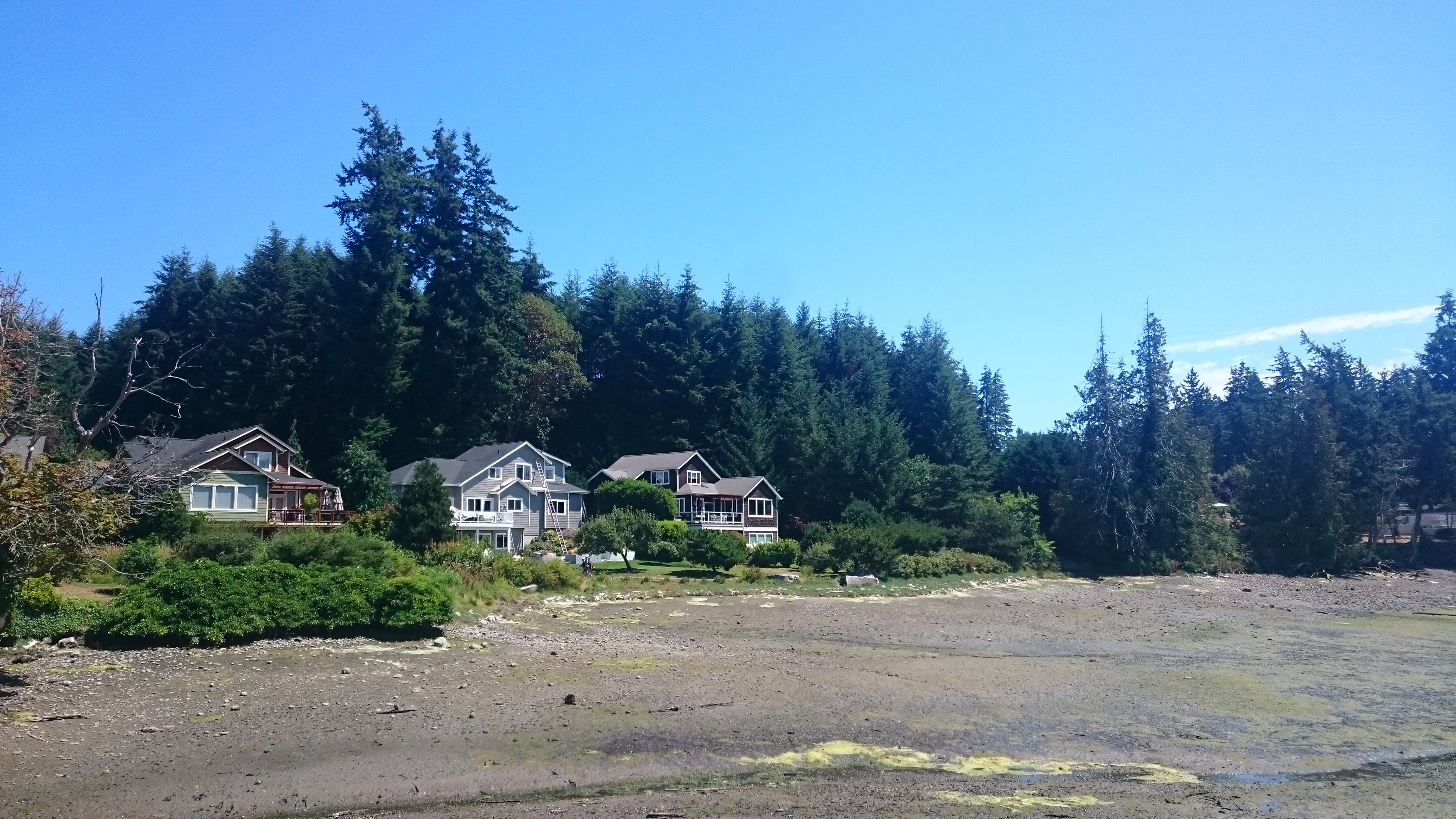

### تعداد عام 2010
بلغ عدد سكان بينبريج آيلاند 23,025 نسمة بحسب تعداد عام 2010، وبلغ عدد الأسر 9,470 أسرة وعدد العائلات 6,611 عائلة مقيمة في المدينة. في حين سجلت الكثافة السكانية 833.9 نسمة لكل ميل مربع (322.0/كم2). وبلغ عدد الوحدات السكنية 10,584 وحدة بمتوسط كثافة قدره 383.3 لكل ميل مربع (148.0/كم2).
وتوزع التركيب العرقي للمدينة بنسبة 3.9% من الهسبانيون أو اللاتينيون من أي عرق.
بلغ عدد الأسر 9,470 أسرة كانت نسبة 31.9% منها لديها أطفال تحت سن الثامنة عشر تعيش معهم، وبلغت نسبة الأزواج القاطنين مع بعضهم البعض 60.2% من أصل المجموع الكلي للأسر، ونسبة 7.1% من الأسر كان لديها معيلات من الإناث دون وجود شريك، بينما كانت نسبة 2.6% من الأسر لديها معيلون من الذكور دون وجود شريكة وكانت نسبة 30.2% من غير العائلات. تألفت نسبة 25.1% من أصل جميع الأسر من أفراد ونسبة 10.6% كانوا يعيش معهم شخص وحيد يبلغ من العمر 65 عاماً فما فوق. وبلغ متوسط حجم الأسرة المعيشية 2.88، أما متوسط حجم العائلات فبلغ 2.41.
بلغ العمر الوسطي للسكان 47.7 عاماً. وكانت نسبة 23.7% من القاطنين تحت سن الثامنة عشر، وكانت نسبة 4.1% بين الثامنة عشرة والأربعة وعشرين عاماً، ونسبة 17.5% كانت واقعةً في الفئة العمرية ما بين الخامسة والعشرين والأربعة وأربعين عاماً، ونسبة 38% كانت ما بين الخامسة والأربعين والرابعة والستين، ونسبة 16.4% كانت ضمن فئة الخامسة والستين عاماً فما فوق. وتوزع التركيب الجنسي للسكان بنسبة 48.3% ذكور و51.7% إناث.